# Schizonycha exclusa
Schizonycha exclusa är en skalbaggsart som beskrevs av Brenske 1898. Schizonycha exclusa ingår i släktet Schizonycha och familjen Melolonthidae. Inga underarter finns listade i Catalogue of Life.